# وزارت ورزش و جوانان
وزارت ورزش و جوانان یکی از وزارت‌خانه‌های دولت ایران است که وظیفه گسترش و توسعه و پیشرفت ورزش و انتشار فرهنگ ورزش و حمایت و پشتیبانی از ورزش ایران و اداره امور جوانان کل کشور را برعهده دارد ،  همچنین تمامی فدراسیون های ورزشی و اداره های کل ورزش و جوانان و اداره کل های تربیت بدنی و کمیته های المپیک و پارالمپیک و سازمان توسعه و تجهیز و نگهداری ورزشگاه ها و مجموعه های ورزشی کشور زیر مجموعه این وزارتخانه هستند . این وزارت در تاریخ ۱۲ دی ماه ۱۳۸۹ و پس از ادغام سازمان تربیت بدنی و سازمان ملی جوانان در مجلس هشتم تشکیل شد. احمد دنیامالی از ۱۴۰۳ وزیر ورزش و جوانان است.

## وزیران
- محمد عباسی ۱۳۹۰–۱۳۹۲
- سید رضا صالحی امیری (سرپرست) ۱۳۹۲–۱۳۹۲
- محمد شریعتمداری (سرپرست) ۱۳۹۲–۱۳۹۲
- محمود گودرزی ۱۳۹۲–۱۳۹۵
- سید نصرالله سجادی (سرپرست) ۱۳۹۵–۱۳۹۵
- مسعود سلطانی‌فر ۱۳۹۵–۱۴۰۰
- سید حمید سجادی ۱۴۰۰–۱۴۰۲
- کیومرث هاشمی ۱۴۰۲–۱۴۰۳
- احمد دنیامالی ۱۴۰۳–تاکنون

## معاونت‌ها
- معاونت فرهنگی، توسعه ورزش قهرمانی و حرفه‌ای
- معاونت توسعه ورزش بانوان
- معاونت امور جوانان
- معاونت امور حقوقی، مجلس و استان‌ها
- معاونت توسعه مدیریت و منابع

## شوراها و هیئت‌ها
- شورای‌عالی ورزش
- شورای‌عالی جوانان[۴]

## مؤسسات وابسته
- شرکت توسعه و نگهداری اماکن ورزشی
- صندوق حمایت از قهرمانان و پیشکسوتان[۵]
- کمیته ملی المپیک ایران
- کمیته ملی پارالمپیک ایران
- ستاد ملی مبارزه با دوپینگ (ایران نادو)
- فدراسیون‌های ورزشی

## فهرست فدراسیون‌های ورزشی ایران
- فدراسیون بسکتبال جمهوری اسلامی ایران
- فدراسیون کوبان جمهوری اسلامی ایران
- فدراسیون اسکی جمهوری اسلامی ایران
- فدراسیون بدمینتون جمهوری اسلامی ایران
- فدراسیون بولینگ و بیلیارد جمهوری اسلامی ایران
- فدراسیون بوکس جمهوری اسلامی ایران
- فدراسیون بِیس‌بال جمهوری اسلامی ایران
- فدراسیون ناشنوایان جمهوری اسلامی ایران
- فدراسیون تنیس روی میز جمهوری اسلامی ایران
- فدراسیون پزشکی ورزشی جمهوری اسلامی ایران
- فدراسیون تکواندو جمهوری اسلامی ایران
- فدراسیون تنیس جمهوری اسلامی ایران
- فدراسیون تیراندازی جمهوری اسلامی ایران
- فدراسیون تیراندازی با کمان جمهوری اسلامی ایران
- فدراسیون جودو جمهوری اسلامی ایران
- فدراسیون چوگان جمهوری اسلامی ایران
- فدراسیون دو و میدانی جمهوری اسلامی ایران
- فدراسیون ژیمناستیک جمهوری اسلامی ایران
- فدراسیون دوچرخه سواری جمهوری اسلامی ایران
- فدراسیون سوارکاری جمهوری اسلامی ایران
- فدراسیون شطرنج جمهوری اسلامی ایران
- فدراسیون شمشیربازی جمهوری اسلامی ایران
- فدراسیون شنا، شیرجه و واترپلو جمهوری اسلامی ایران
- فدراسیون فوتبال جمهوری اسلامی ایران
- فدراسیون قایقرانی و اسکی روی آب جمهوری اسلامی ایران
- فدراسیون کاراته جمهوری اسلامی ایران
- فدراسیون کشتی جمهوری اسلامی ایران
- فدراسیون کوهنوردی جمهوری اسلامی ایران
- فدراسیون گلف جمهوری اسلامی ایران
- فدراسیون موتورسواری و اتومبیلرانی جمهوری اسلامی ایران
- فدراسیون نجات غریق جمهوری اسلامی ایران
- فدراسیون والیبال جمهوری اسلامی ایران
- فدراسیون ورزش‌های جانبازان و معلولین جمهوری اسلامی ایران
- فدراسیون پهلوانی و زورخانه‌ای جمهوری اسلامی ایران
- فدراسیون انجمن‌های ورزشهای رزمی جمهوری اسلامی ایران
- فدراسیون نابینایان و کم بینایان جمهوری اسلامی ایران
- فدراسیون ورزشهای همگانی جمهوری اسلامی ایران
- فدراسیون وزنه‌برداری جمهوری اسلامی ایران
- فدراسیون هاکی جمهوری اسلامی ایران
- فدراسیون هندبال جمهوری اسلامی ایران
- فدراسیون ووشو جمهوری اسلامی ایران
- فدراسیون کونگ فو جمهوری اسلامی ایران
- فدراسیون آمادگی جسمانی و ایروبیک جمهوری اسلامی ایران
- فدراسیون اسکیت جمهوری اسلامی ایران
- فدراسیون ورزشهای دانشگاهی جمهوری اسلامی ایران
- فدراسیون بدنسازی و پرورش اندام جمهوری اسلامی ایران
- فدراسیون ورزشهای سه‌گانه جمهوری اسلامی ایران
- فدراسیون ورزش روستایی، عشایری و بازی‌های بومی محلی جمهوری اسلامی ایران
- فدراسیون کبدی جمهوری اسلامی ایران
- فدراسیون ورزش دانش آموزی جمهوری اسلامی ایران
- فدراسیون ورزشهای اسلامی زنان جمهوری اسلامی ایران
- فدراسیون بین‌المللی تکواندو در جمهوری اسلامی ایران
- فدراسیون بین‌المللی ورزش‌های زورخانه‌ای